# 1983年の日本の女性史
1983年の日本の女性史（1983ねんのにほんのじょせいし）は、1983年（昭和58年）の日本における女性に関するできごとを時系列的に挙げる。参考文献は日本の女性史年表を参照のこと。
本項目は歴史研究としての女性史ではなく、日本における女性に関するできごとをある体系に基づいて述べようとするものではない。
- 1月11日 全日本スピードスケート選手権大会で橋本聖子、4種目完全優勝、21年ぶり4人目
- 1月13日 国際婦人年連絡会、厚生大臣に優生保護法改定案を国会提出しないよう申入れ
- 1月19日 帝国データバンク調査、資本金100万円以上の会社社長中女性3.2%
- 1月27日 国際婦人年連絡会、「優生保護法改定問題について5大政党の方策を聞く会」
- 1月- 東京都、「婦人問題解決のための新東京行動計画-男女の平等と共同参加へのとうきょうプラン」発表
- 2月28日 優生保護法改正をすすめる「生命尊重国会議員連盟」発足、自民党議員中心
- 2月10日 紀伊國屋書店労働組合、女子社員採用に眼鏡・ブス・チビ不可、パート採用も離婚者要注意など差別的選考基準を問題に
- 2月11日 TBSテレビ「金曜日の妻たちへ」放送開始
「金妻（きんつま）」は「不倫」の代名詞となった。
- 2月26日 雇用平等法をつくる会主催「真の男女平等を 2.26討論集会」
- 3月6日 日立女子バレーボールチーム、日本リーグで初の無失点セットの完全優勝
- 3月8-13日 優生保護法改悪を阻止する学生の会ら8人、厚生省玄関前で120時間のリレーハンスト
- 3月13日 東北大学医学部、日本初の体外受精・着床に成功 10月14日 出産
この年全国で4人の体外受精に成功
- 3月18日 「高齢化社会をよくする女性の会」発足、代表樋口恵子
- 3月20日 横浜国際女子駅伝、世界初の国際女子駅伝、9ヶ国参加、ソ連優勝、日本4位
- 3月24日 自民党、党内合意が得られず、優生保護法改正案提出見送り
- 3月26日 国際婦人年連絡会、中曽根首相に面会、差別撤廃条約批准など要望
- 4月- 青森県南郷村で、花嫁を紹介した者に2万円進呈という嫁不足解消策スタート
- 5月30日 「'82年優生保護統計報告」、10代の妊娠中絶史上最高、1000人に6人
- 5月- 遠藤織枝 他による「現代日本語研究会」、国語辞典の性差状況を研究誌にまとめる。
- 6月1日 女性で初の地方裁判所長、徳島地方裁判所に寺沢光子
- 6月18日 日仏女性資料センター 設立
フランスの女性問題、女性研究に関する総合的資料を収集・保存し、日本のフランス女性問題研究の推進及び情報の普及と女性問題を通じて、日仏の相互理解の促進をはかることを目的に、本拠地は東京
- 6月26日 第13回参議院議員通常選挙、女性10人当選
- 7月1日 「男女平等法制化準備室」労働省婦人少年局に設置
- 7月23日 厚生省「独身青年層の結婚観と子供観に関する調査」、結婚希望年齢平均男28.3歳、女25.6歳、欲しい子供数男女とも2.3人
- 7月- 「昭和57年度就業構造基本調査」、有配偶女子有業率50.8%、女子雇用者の26%がパート・アルバイト
- 7月- 総理府「勤労意識に関する世論調査」、女子の望ましい就業のあり方について、結婚・出産退職との回答38%、再就職35%、勤続11%、不就職10%、の結果
- 7月- 住友銀行調査、結婚後2年以内の新婚家庭の主婦400人対象、共働き43%、妻の月収10万円、共働きの理由 1.退屈45.9% 2.預貯金を増やしたい34.9%
- 8月11日 女性のタクシー運転手、深夜業を認めて、と陳情
- 8月11日 文部省調査、高校進学率男子92.8%、女子95.2%、大学・短大進学率男子37.9%、女子32.2%、昨年より減
- 8月25日 アメリカの心理学誌『サイコロジー・ツデー』（Psychology Today）で、「日本の母親は子供の教育に非常に重要な影響を与えており、自分から責任を担って学校教育を補充している」と日本の教育ママを称賛
- 8月27日 厚生省、11品目食品添加物指定告示、14品目使用基準拡大。消団連・主婦連など厚生省前で抗議集会
- 8月- '83国際女性学会第2回東京会議、テーマ「仕事と女性」
- 8月- 国立婦人教育会館、「高等教育における女性学関連講座開設状況調査」報告、全国84大学、112講座が開設
- 9月1日 「東京強姦救援センター」設立
- 9月6-8日 日本家政学会主催「国際家政学会第1回アジア地区家政学セミナー」開催
- 9月7日 社会党副委員長に土井たか子
- 9月16日 日本リクルートセンター（現・リクルート）「大学生の就職動機調査」、女子で男子同様責任ある仕事をしたい56.0%、定年まで勤続希望32.3%、中途退職再就職希望40.8%
- 9月21日 厚生省新婚夫婦調査、恋愛結婚70.7%、共働きの妻51.9%、世帯収入平均27万5千円、親との同居35.8%
- 9月28日 日経連、男女雇用平等法に反対の立場を言明
- 9月- NHK連続テレビドラマ『おしん』の視聴率65%、過去最高を記録
平均視聴率52.6%　世界49ヵ国で放送され、海外でも大評判となる。高度消費社会の豊かさを享受する日本人のノスタルジアを誘ったことにもよるが、アジアでも評判になったことは、番組内容が当時のアジアの現実でもあったことを示す。
- 10月19日 婦人団体連合会（婦団連）、田中元首相有罪判決にあたり「田中はやめよ、ロッキード事件徹底追及」の街頭宣伝
- 10月22日 「真に役立つ男女雇用平等法をつくらせよう！10.22集会」
- 11月10日 総評婦人局、「真の平等法を求めて」労働省前に座り込み
- 11月20日 第5回東京国際女子マラソンで佐々木七恵優勝、2時間37分9秒、マラソンでの日本人初のタイトル
- 12月18日 第37回衆議院議員総選挙、女性8人当選、自民党過半数割れ
- 12月- 警視庁、愛人バンク第1号の夕ぐれ族を売春斡旋容疑で摘発
いわば異性紹介業。電話で交際相手を紹介し、本人同士の意思で「愛人契約」するかしないか決めるシステムで、「売春」という暗いイメージではなく、洗練された雰囲気で紹介した。登録会員女1402人、男1006人、収入2億5千万円
「風俗」と呼ばれる性産業が表舞台に出てくる先駆けとなったような事件
- 12月19日 最高裁判所、個人事業主の妻が夫の倒産後に離婚、財産分与不当との債権者の訴えに、妻の優先権認める。
- 12月21日 労働省婦人少年問題審議会「雇用平等法に関する中間報告」、労使対立する両論を併記
- この年、離婚件数18万1791件、昭和30年代後半から増加しこの年がピーク、この後は減少